# Marisa Bartolomei
Pour les articles homonymes, voir Bartolomei.
Marisa S. Bartolomei est une biologiste cellulaire américaine, professeure Perelman de biologie cellulaire et du développement et codirectrice de l'Institut d'épigénétique de la Perelman School of Medicine (en) de l'Université de Pennsylvanie. Ses recherches portent sur les processus épigénétiques, y compris l'empreinte génomique. Elle a été élue à l'Académie nationale des sciences en 2021.

## Formation
Bartolomei était étudiante de premier cycle au College Park de l'Université du Maryland, où elle s'est spécialisée en biochimie. Elle était le premier membre de sa famille à avoir obtenu son diplôme universitaire. Sa recherche doctorale portait sur l'ARN polymérase de souris, avec une thèse intitulée « Genetic analysis of the Mouse RNA polymerase II largest subunit » (1987). Après avoir obtenu son doctorat, elle a déménagé à la Johns Hopkins School of Medicine, où elle faisait partie du programme de biologie cellulaire et moléculaire,.
Bartolomei était boursière postdoctorale dans le laboratoire de Shirley M. Tilghman à l'Université de Princeton. Là, elle a identifié H19 (en), l'un des premiers gènes imprimés. Elle a découvert que ce gène faisait partie d'un groupe de gènes imprimés qui comprenait le gène du facteur de croissance similaire à l'insuline 2 (IGF-2). Bartolomei a identifié que les gènes imprimés sont régulés par des régions de contrôle d'impression méthylées (ICR). Les modèles murins développés par Tilghman et Bartolomei ont permis d'identifier que ce sont des mutations génétiques sur H19 qui causent le syndrome de Silver-Russell. Des microdélétions sur l' ICR H19 ont été associées au syndrome de Beckwith-Wiedemann.
En tant que postdoctorante, Bartolomei a montré que la méthylation de l'ADN était essentielle pour conférer l'identité parentale aux gènes imprimés. Plus précisément, la perte de la méthyltransférase d'entretien DNMT1 (en) peut perturber l'expression des gènes imprimés à la fois dans le placenta et dans l'embryon.

## Recherche et carrière
En 1993, Bartolomei a rejoint le corps professoral de la Perelman School of Medicine (en) de l'Université de Pennsylvanie. Elle a consacré sa carrière à comprendre l'empreinte génomique, un processus héréditaire qui entraîne une expression inégale des allèles maternels et paternels des gènes. Parmi ces gènes, Bartolomei a continué à étudier H19. Elle a découvert que lorsque le gène était activé dans les modèles de souris blastocystes, il démontrait une expression spécifique à la mère.
Ces modèles murins ont permis à Bartolomei d'identifier que les technologies de reproduction assistée (y compris la culture in vitro, le transfert d'embryon, la fécondation in vitro et l'hyperstimulation hormonale) peuvent contribuer à des erreurs dans la régulation épigénétique des gènes. Elle a étudié le rôle du facteur de transcription CTCF. Elle a découvert qu'en l'absence de CTCF, H19 devient hyperméthylé et les embryons meurent au début du développement. Elle a ensuite montré que le CTCF était crucial dans le développement précoce et très impliqué dans l'activité des gènes.
Ses recherches ont porté sur l'inactivation du chromosome X chez la souris ; le processus par lequel les souris femelles font taire un chromosome X pour obtenir la même expression liée à l'X que les souris mâles.

## Prix et distinctions
- 2006 : Prix Medtronics de la Société pour la recherche sur la santé des femmes (en)[6]
- 2011 : Jane Glick Graduate School Teaching Award de l'Université de Pennsylvanie[7],[2]
- 2014 : Elue Fellow de l'Association américaine pour l'avancement des sciences [8],[9]
- 2017 : Médaille de la Société de Génétique (en) [10]
- 2021 : Élue membre de l'Académie nationale des sciences[11]
- 2024 : Prix March of Dimes[12]

## Vie privée
Bartolomei est mariée et a deux filles.

## Publications (sélection)
- (en) Marisa S. Bartolomei, S. Zemel et Shirley M. Tilghman, « Parental imprinting of the mouse H19 gene », Nature, NPG et Springer Science+Business Media, vol. 351, no 6322,‎ 9 mai 1991, p. 153-155 (ISSN 1476-4687 et 0028-0836, OCLC 01586310, PMID 1709450, DOI 10.1038/351153A0, lire en ligne).
- (en) H Cho, James Mu, J K Kim, J L Thorvaldsen, Q Chu, E B Crenshaw, K H Kaestner, M S Bartolomei, Gerald I. Shulman et Morris J. Birnbaum, « Insulin resistance and a diabetes mellitus-like syndrome in mice lacking the protein kinase Akt2 (PKB beta) », Science, Amérique septentrionale, AAAS, vol. 292, no 5522,‎ 1er juin 2001, p. 1728-1731 (ISSN 0036-8075 et 1095-9203, OCLC 1644869, PMID 11387480, DOI 10.1126/SCIENCE.292.5522.1728).
- (en) Salvatore Cortellino, Jinfei Xu, Mara Sannai, Robert Moore, Elena Caretti, Antonio Cigliano, Madeleine Le Coz, Karthik Devarajan, Andy Wessels, Dianne Soprano, Lara K Abramowitz, Marisa S Bartolomei, Florian Rambow, Maria Rosaria Bassi, Tiziana Bruno, Maurizio Fanciulli, Catherine Renner, Andres J Klein-Szanto, Yoshihiro Matsumoto, Dominique Kobi, Irwin Davidson, Christophe Alberti, Lionel Larue et Alfonso Bellacosa, « Thymine DNA glycosylase is essential for active DNA demethylation by linked deamination-base excision repair », Cell, Cell Press et Elsevier, vol. 146, no 1,‎ 8 juillet 2011, p. 67-79 (ISSN 0092-8674 et 1097-4172, OCLC 1792038, PMID 21722948, PMCID 3230223, DOI 10.1016/J.CELL.2011.06.020).